# 氟硼酸锰
氟硼酸锰是一种无机化合物，化学式为Mn(BF4)2。它的水合物和氟硼酸三乙基𨦡在无水乙腈中反应，可以得到[Mn(CH3CN)4](BF4)2（这一化合物也可由Mn和NOBF4反应得到）；和3(5)-甲基吡唑（MPZ）在原甲酸三乙酯存在下于乙醇中反应，可以得到Mn4F4(MPZ)12(BF4)4。
六水合物[Mn(H2O)6](BF4)2在162 K和223 K发生相变。